# Euproctis parthena
Euproctis parthena är en fjärilsart som beskrevs av Collenette 1947. Euproctis parthena ingår i släktet Euproctis och familjen tofsspinnare. Inga underarter finns listade i Catalogue of Life.